# Айтмуратов Ережеп
Ережеп Айтмуратов (1929, тепер Каракалпакстан, Узбекистан — ?) — радянський узбецький діяч, секретар ЦК КП Узбекистану, голова Ради міністрів Каракалпацької АРСР. Депутат Верховної ради Узбецької РСР 8—11-го скликань. Депутат Верховної Ради СРСР 7—8-го скликань.

## Життєпис
У 1945—1952 роках — викладач Чимбайського політехнічного училища Каракалпацької АРСР; молодший науковий співробітник Інституту енергетики Академії наук Узбецької РСР.
У 1952 році закінчив Середньоазіатський політехнічний інститут.
У 1952—1957 роках — інженер-електрик Туркменського каналу в місті Тахіаташі; начальник електроцеху ремонтно-механічного Тахіаташського енергогосподарства Каракалпацької АРСР.
Член КПРС з 1955 року.
У 1957—1959 роках — завідувач промислово-транспортного відділу Каракалпацького обласного комітету КП Узбекистану.
У 1959 — 13 квітня 1961 року — заступник голови Ради міністрів Каракалпацької АРСР.
У квітні 1961 — 1962 року — голова Каракалпацького об'єднання «Узсільгосптехніка».
У 1962 — лютому 1963 року — секретар Ходжейлійського промислово-виробничого комітету КП Узбекистану Каракалпацької АРСР.
У березні 1963 — 15 липня 1981 року — голова Ради міністрів Каракалпацької АРСР.
5 лютого 1981 — 9 січня 1986 року — секретар ЦК КП Узбекистану з питань сільського господарства.
Із січня 1986 року — на пенсії.

## Нагороди
- орден Леніна (27.12.1976)
- орден Жовтневої Революції (27.08.1971)
- три ордени Трудового Червоного Прапора (1.03.1965, 8.12.1973, 4.03.1980)
- медалі